# Tour della nazionale maschile di rugby a 15 dell'Italia 1998
Nell'agosto 1998 la nazionale italiana di rugby intraprese un breve tour in Francia.
Furono previsti tre match non ufficiali tra il 4 e l'8 agosto contro altrettante squadre di club: Brive e Montferrand, società del campionato francese, e Aurillac, club di seconda divisione.
Il gruppo azzurro guidato dal commissario tecnico francese Georges Coste intraprese la prima trasferta nel Paese schierando di fatto due formazioni: la nazionale maggiore e la "B", la seconda squadra.
Nel primo incontro con l'Aurillac le riserve azzurre vennero superate nettamente per 14-36. Il giorno seguente, il 5 agosto a Brive-la-Gaillarde, contro una delle squadre all'epoca più forti d'Europa, finalista della Heineken Cup 1997-1998, l'Italia XV fu sconfitta onorevolmente dal Brive col punteggio di 19-26.
L'8 agosto il tour transalpino si concluse con una terza sconfitta contro il Montferrand, denominazione dell'attuale Clermont Auvergne, che s'impose sugli Azzurri per 23-17 sfruttanto la superiorità in mischia chiusa.

## Risultati
| Ussel 4 agosto 1998, ore 20:30 UTC+2 | Aurillac | 36 – 14 | Italia B |  |

| Arbitro: | Gilet |

|                                                     |    |                              |
| Devergie 14’ tecnica 40+4’ Bomati 62’ Buboisset 70’ | mt | 50’, 80’ Roselli 73’ Troncon |
| Campan 40+4’, 62’, 70’                              | tr | 50’, 73’ Domínguez           |

| Arbitro: | Betaille |

|                                |      |                          |
| Nadeau 19’ Heyer 47’ Borie 53’ | mt   | 6’ Giovanelli 11’ Stoica |
| Toulouze 47’                   | tr   | 6’, 11’ Domínguez        |
| Nadeau 4’, 27’                 | c.p. | 44’ Domínguez            |